# 1944年陕甘宁边区文教大会
1944年陕甘宁边区文教大会是中国教育史上一次重要的会议。

## 历史
通过大生产运动，陕甘宁边区渡过了1941年至1942年最艰难的时期，1943年实现了经济基本自给，克服了物质极度匮乏的困境。1944年4月，毛泽东在住地枣园召集中央宣传部、西北局宣传部和陕甘宁边区负责人及5个分区地委书记开了一次座谈会，提出要重视文教宣传工作：“1943年一年把经济工作搞好了，但是文化问题还未提到议事日程上来”“文化反映政治经济，反过来又影响政治经济……我们建设抗日根据地,没有文化也不行。军队需要文化,才能战胜旧军队。战士没有文化，不可能提高战斗力。如果不发展文化,经济要受到阻碍”“现在就要开始准备，今年冬天要开展讨论文化教育问题”。毛指出，文化教育主要包括四个问题：报纸、学校、艺术、卫生。
1944年10月11日，陕甘宁边区文教工作者代表大会在陕甘宁边区参议会大礼堂召开。朱德、吴玉章、徐特立、李鼎铭等中央和边区的领导出席开幕式。陕甘宁边区政府民政厅厅长刘景范主持开幕式，边区政府教育厅厅长柳湜致开幕词。延属、绥德、三边、关中、陇东等5个分区和部队、机关学校、少数民族共计8个代表团的450余名会议代表，加上来宾、旁听者千余人。会议期间，高岗、刘景范、柳湜、李卓然、萧向荣、周扬等分别向大会作了报告。-->1944年10月30日，毛泽东到会作了题为《文化工作中的统一战线》的讲演并提出了著名的论断“没有文化的军队是愚蠢的军队，而愚蠢的军队是不能战胜敌人的。”
大会第一阶段主要是反思、批判和检讨。在此基础上，大会第二阶段进行表扬和总结。
1944年11月16日，边区文教工作者代表大会闭幕